# Бде-Мака-Ска
Бде-Мака-Ска (англ. Bde Maka Ska, Дакота: Bdé Makhá Ská), ранее Калхун (англ. Lake Calhoun) — озеро в юго-западной части Миннеаполиса. Площадь водной поверхности составляет 1,62 км² (401 акр), максимальная глубина — 27 метров (87 футов). Является самым большим озером на территории Миннеаполиса. На западном берегу озера установлена мемориальная доска в честь первого дома, построенного в Миннеаполисе (дом миссионера Гидеона Понда, 1830-е годы). Соединено протоками с озёрами Сидар и Те-Айлс.
Озеро окружено городскими парками, а также дорожками для велосипедистов и пешеходов. Вместе с близлежащим озером Харриет является частью местной системы парков. По берегам озера расположены три пляжа. Является популярным местом для плавания под парусом, есть яхтклуб и несколько команд парусного спорта.
Индейское название озера означает Озеро Белой Земли, или Озеро Белых Берегов. Европейскими колонистами первоначально озеро было названо в честь Джона Кэлхуна. В 1817 году по его распоряжению в районе современного Миннеаполиса проводились геодезические работы, и геодезисты нарекли озеро его именем. В 2011 году было предложено переименовать озеро в честь мэра Миннеаполиса в 1945—1949 г. (впоследствии сенатора от Миннесоты и вице-президента США) Хьюберта Хамфри, поскольку Джон Кэлхун был одним из идеологов и защитников рабства в США. Данное предложение было отклонено как не входящее в компетенцию городских властей и противоречащее законам штата. С новой силой дискуссия о переименовании озера развернулась после инцидента в Чарлстоне в 2015 году. В январе 2018 года Департамент природных ресурсов Миннесоты одобрил изменение названия озера на Бде-Мака-Ска, после чего это название стало официальным на уровне штата. Для изменения названия озера на федеральном уровне необходимо одобрение Совета США по географическим названиям, туда были направлены необходимые для этого документы. В июне 2018 года Совет утвердил переименование озера. Противниками переименования данное решение было обжаловано в Верховном суде Миннесоты, но в удовлетворении исковых требований было отказано.